# 대대

NATO 기호 표준에 따른 보병 대대 표시

대대(大隊, 영어: battalion)는 중대보다 크고 연대 또는 전대보다 작은 편제이다. 대대를 표현할 때 육군 보병에선 battalion 이라고 부르고 기병(기갑) 및 공군에서는 squadron이라고 부른다. 제한된 범위/기간의 독립적인 작전을 지휘할 수 있다.

## 구성
대대장의 경우 대체로 중령 또는 큰 규모의 경우 대령이 맡으며 최소 300에서 최대 1,000명, 평균 500명 안팎의 병력을 보유한다. 대한민국 국군의 경우 보통 중령이 담당하며, 지역방위 사단이나 공군의 경우는 소령이 대대장을 맡기도 한다.
- 대대에는 대대본부와 2개에서 5개 사이의 중대로 구성된다. 여기에 몇 개의 대대 직할대가 추가될 수 있다.
- 대대 규모의 부대가 되면 지휘부 인원을 별도의 본부중대로 구성하며, 여기에 전투지원을 위한 화력 편성이 추가된다.
- 사단장, 연대장 등 상급 지휘관의 판단에 의해 다른 부대로부터 다른 병과의 중대, 소대를 일시 배속 받아서 전투단(combat team, task force)을 만들기도 한다.
- 대대는 상급 제대의 지휘 하에 단독으로 작전에 투입될 수 있는 최소 부대 단위로 간주된다. 특히 보병 병과의 경우에 대대를 기본 전술 단위부대(Basic tactical unit)라고 한다.
- 같은 병과의 중대만 모이는 것이 일반적이나, 미국 육군처럼 기계화보병 2개 중대, 기갑 2개 중대가 1개 제병협동대대(Combined Arms Battalion)를 이루는 사례나, 대한민국 국군 기계화보병사단의 기갑 수색 대대처럼 전차, 장갑차, 자주박격포들을 모아 대대전투단 편제로 만들어버린 경우도 있다.
- 대대장은 자신의 휘하에 참모를 둘 수 있는 최하위 지휘관이다. 즉 예하 중대 이외에 각 처부(인사과, 정보과, 작전과, 군수과, 동원과 등)를 둘 수 있다.
- 대한민국 육군의 지역방위사단이나 그보다 작은 동원사단은 평상시에는 전방의 중대 또는 소대의 병력 규모로 대대 편성을 유지한다.
- 대단히 특이한 경우로 소위가 대대장에 보직되기도 한다. 특전사 각 여단 직할 시설대대가 그 경우이며 시설대대는 대대장이 소위, 주임원사가 작전과장을 겸직하며 중대장이 상사이다. 임무는 본대가 영외로 나가 활동을 할 경우 영내(부대 소재지) 경비를 하는 것이 유일하다.
- 독일 연방방위군의 경우 장군참모 장교 요원이 배치되는 가장 작은 부대이다.
- 상비 보병사단, 지역방위 보병사단 소속 신병교육대의 경우는 대대급이라 신병교육대대로 부르며 중령이 보직된다.

## 보병대대
- 대대본부 : 대대장, 부대대장, 참모부(인사과장, 정보과장, 작전과장, 군수과장 및 각 참모장교, 참모요원)[1]
- 본부중대 : 통신소대, 정찰소대, 화기소대, 수송소대, 전투근무지원소대 등
- 제1중대 : 소총중대(Rifle Company)
- 제2중대 : 소총중대
- 제3중대 : 소총중대
- 제4중대 : 중화기중대(Heavy Weapons Company)[2]

## 같이 보기
- 보병 (보병대대 편성 사례 항목)